# 330省道 (安徽省)
安徽省道330，又称湖铁路，是安徽省省道之一。 330省道起于马鞍山市当涂县湖阳镇，终于六安市金寨县铁冲乡。途径当涂县、芜湖市区、无为市、巢湖市、庐江县、肥西县、舒城县、六安市区、金寨县。全长385.8公里。